# Russell-Springfield
Russell-Springfield war eine US-amerikanische Automarke.

## Markengeschichte
Der Arzt C. W. Russell aus Springfield in Ohio hielt ein Patent auf ein Elektroauto. Brenning Brothers aus Salem in Massachusetts stellten 1901 nach seinem Patent mindestens ein Auto her.
Daraufhin entwickelte Russell ein weiteres Fahrzeug. Ende 1902 führte er es unter dem Markennamen Russell-Springfield auf dem Markt ein. 1903 endete die Produktion.
Eine Quelle gibt keine Firmierung an. Eine andere Quelle nennt C. W. Russell Co. Unternehmen mit diesem Namen finden sich in Shrewsbury in Massachusetts und New York City. Es ist unklar, ob es eine Verbindung gab.

## Fahrzeuge
Die Serienfahrzeuge hatten einen Ottomotor. Es war ein wassergekühlter Einzylindermotor mit 9 PS Leistung. Er war unter dem Sitz montiert und trieb über ein Dreiganggetriebe und eine Kette die Hinterachse an. Der Aufbau war ein offener Runabout mit Platz für zwei Personen. Der Neupreis betrug 1250 US-Dollar.
Eine Quelle meint, dass der hohe Preis ausschlaggebend für den Misserfolg war.